# Путукудіїруппу (підрозділ окружного секретаріату)
Підрозділ окружного секретаріату Путукудіїруппу — підрозділ окружного секретаріату округу Муллайтіву, Північна провінція, Шрі-Ланка. Складається з 19 Грама Ніладхарі.